# 田中伸一
田中 伸一（たなか しんいち、1956年 - ）は、日本の実業家。東京都出身。株式会社グッチグループジャパンホールディングス元代表取締役社長。株式会社グッチグループジャパン元代表取締役社長。

## 人物・経歴
東京都出身。1979年、上智大学経済学部経済学科卒業。1988年、慶應義塾大学大学院経営管理研究科にてMBA取得。
大学卒業後、株式会社伊勢丹に入社。家庭用品販売課（洋食器）を皮切りに、経理部、経営企画部を経て、ニューヨークに出向し、イセタンオブアメリカでEVP（副社長）兼CFO（最高財務責任者）に就任。帰国後、株式会社伊勢丹ファイナンス（現・エムアイカード）に出向。
1997年、株式会社グッチジャパンにCFOとして入社。1998年、同社EVP兼CFOに就任。2004年、株式会社グッチグループジャパンホールディングス代表取締役社長に就任。株式会社グッチグループジャパン代表取締役社長に就任、グループ子会社の役員も兼務。
2009年、グッチグループを退職。
その後、有限会社田中経営研究所取締役社長に就任。